# Список международных вещателей

## Радио

### Вещательные организации, ведущие радиопередачи на заграницу на коротких волнах

#### Европа
| Страна             | Вещательная организация                                                                         | Позывной | Языки радиовещания и аудиовещания в Интернете                                                                                                 | Дата запуска         | Сайт вещателя или страница радиоблока |
| ------------------ | ----------------------------------------------------------------------------------------------- | --- | --- | -------------------- | ------------------------------------- |
| Германия           | общественное учреждение «Немецкая волна»                                                        | «Немецкая волна»                                                                                             | английский французский португальский хауса суахили пушту дари                                                                                 | 1962                 | dw.com                                |
| Великобритания     | статутная корпорация «Британская радиовещательная корпорация»                                   | «Би-би-си»                                                                                                   | английский хауса суахили руанда сомалийский арабский фарси пушту узбекский бенгальский сингальский хинди урду тамильский непали индонезийский | 19 декабря 1931 года | bbc.co.uk                             |
| Франция            | национальная компания «Франс Медиа Монд»                                                        | «РФИ» | французский английский португальский испанский китайский вьетнамский хауса суахили мандинка                                                   | 2011                 | rfi.fr                                |
| Россия             | ФГУП «МИА „Россия Сегодня“                                                                      | „Спутник“ | русский английский немецкий французский итальянский испанский португальский арабский японский фарси пушту дари польский сербский              | 2013                 | ria.ru                                |
| Швеция             | акционерное общество „Радио Швеции“                                                             | „Радио Швеции“                                                                                               | шведский английский курдский фарси | 1993                 | sr.se/international                   |
| Испания            | анонимное общество „Корпорация испанского радио и телевидения“                                  | Radio Exterior de España                                                                                     | испанский английский французский португальский русский арабский сефардский                                                                    | 2007                 | rtve.es/radio/radio-exterior          |
| Польша             | акционерное общество „Польское радио“                                                           | Радио Польши                                                                                                 | польский украинский белорусский русский английский                                                                                            | 1992                 | radiozagranica.pl/                    |
| Чехия              | „Чешское радио“                                                                                 | Радио Прага                                                                                                  | чешский английский немецкий французский испанский русский                                                                                     | 1991                 | radio.cz                              |
| Словакия           | Радио и телевидение Словакии                                                                    | Международное радио Словакии                                                                                 | словацкий английский немецкий французский испанский русский                                                                                   | 2011                 | rsi.rtvs.sk                           |
| Хорватия           | Хорватское радио и телевидение                                                                  | Голос Хорватии                                                                                               | хорватский английский немецкий испанский | 1991                 | glashrvatske.hrt.hr                   |
| Румыния            | Румынское общество радиовещания                                                                 | Интеррадио Румынии                                                                                           | английский немецкий французский итальянский испанский русский украинский сербский арумынский арабский китайский                               | 1994                 | rri.ro                                |
| Болгария           | Болгарское национальное радио                                                                   | Радио Болгарии                                                                                               | болгарский английский немецкий французский испанский русский сербский греческий турецкий албанский арабский                                   | 16 мая 1936 года     | bnr.bg/radiobulgaria                  |
| Албания            | Албанское радио и телевидение                                                                   | Радио Тирана 3                                                                                               | албанский английский немецкий французский итальянский греческий сербский турецкий                                                             |                      | rtsh.al/radio-tirana-3                |
| Беларусь           | государственное учреждение „Национальная государственная телерадиокомпания Республики Беларусь“ | Радио Беларусь                                                                                               | белорусский английский немецкий французский испанский русский польский                                                                        |                      | radiobelarus.tvr.by                   |
| Украина            | ПАО „Национальная общественная телерадиокомпания Украины“                                       | Международное радио Украины                                                                                  | украинский английский немецкий румынский |                      | nrcu.gov.ua/RUI_about                 |
| Молдова (ПМР)      | Приднестровская государственная телерадиокомпания                                               | Радио Приднестровья                                                                                          | русский английский французский немецкий |                      | radio.pgtrk.ru                        |
| Страна             | Вещательные организации, прекратившие радиопередачи на коротких волнах                          | Позывной | Языки вещания | Годы существования   |                                       |
| Германия           | Некоммерческое общество с ограниченной ответственностью „Имперское общество радиовещания“       | „Дойче Курцвеллезендер“                                                                                      | | 1934 — 1945          |                                       |
| Франция            | Общественное учреждение „Управление французского радиовещания и телевидения“                    | „Управление французского радиовещания и телевидения“                                                         | | 1939 — 1975          |                                       |
| Франция            | Национальная компания „Радио Франс“                                                             | „РФИ“ | | 1975 — 1982          |                                       |
| Франция            | Национальная компания „РФИ“                                                                     | „РФИ“ | | 1983 — 2011          |                                       |
| Бельгия (Фландрия) | Организация фламандского радиовещания и телевидение                                             | Международное радио Фландрии                                                                                 | | С 1960 года          | rvi.be                                |
| Швеция             | Национальное радио Швеции                                                                       | Радио Швеции                                                                                                 | | в 1979—1993 гг.      |                                       |
| Швеция             | Радио Швеции                                                                                    | Радио Швеции                                                                                                 | | в 1938—1978 гг.      |                                       |
| Испания            | анонимное общество „Корпорация испанского радио и телевидения“                                  | ч 15 марта 1942 года иноязычные радиопередачи на заграницу под позывным Radio Exterior de España             | | в 1939—2006 гг.      | rtve.es/radio/radio-exterior          |
| Австрия            | общественное учреждение „Австрийское радио“                                                     | „Ö1 International“                                                                                           | |                      |                                       |
| Австрия            | общественное учреждение „Австрийское радио“                                                     | Международное радио Австрии                                                                                  | | 1955                 |                                       |
| Италия             | акционерное общество „Итальянское радио и телевидение“                                          | Радио Рима                                                                                                   | | 1930 — 1995          |                                       |
| Дания              | акционерное общество „Радио Дании“                                                              | Радио Дании                                                                                                  | |                      |                                       |
| Норвегия           | акционерное общество „Норвежское национальное радио“                                            | Международное радио Норвегии                                                                                 | |                      |                                       |
| Финляндия          | акционерное общество „Илейсрадио“                                                               | „Радио Финляндии“                                                                                            | | 1939 — 2006          |                                       |
| ГДР                | общественное учреждение „Радиовещание ГДР“                                                      | „Радио Берлин Интернациональ“                                                                                | английский, французский, итальянский, португальский, датский, шведский, арабский, суахили, немецкий                                           | 1959 — 1990          |                                       |
| Швейцария          | ассоциация „Швейцарское общество радиовещания и телевидения“                                    | Международное радио Швейцарии                                                                                | | 1935 — 2001          |                                       |
| Португалия         | анонимное общество „Португальское радиовещание“                                                 | Радио Португалии                                                                                             | | 1936 — 1986          |                                       |
| Польша             | Польское радио и телевидение                                                                    | в 1936—1992 гг. иноязычные радиопередачи на заграницу                                                        | |                      |                                       |
| Чехословакия       | „Чехословацкое радио“                                                                           | с 31 августа 1936 до 1992 года иноязычные радиопередачи на заграницу под позывным Радио Прага                | |                      |                                       |
| Словакия           | Словацкое радио                                                                                 | с 4 января 1993 до 2011 года иноязычные радиопередачи на заграницу под позывным Международное радио Словакии | | в 1991—2011 гг.      |                                       |
| Венгрия            | общество с ограниченной ответственностью „Венгерское радио“                                     | Радио Будапешта                                                                                              | | До 2007 года         |                                       |
| Румыния            | Румынское радио и телевидение                                                                   | с 1927 года иноязычные радиопередачи на заграницу под позывным Радио Бухарест                                | | до 1994 года         | rri.ro                                |
| Сербия             | Радио Югославии                                                                                 | Голос Сербии                                                                                                 | | 1936 — 2015          | glassrbije.org                        |
| Россия             | Федеральное государственное бюджетное учреждение »РГРК «Голос России»                           | Голос России                                                                                                 | | 1993 — 2013          | ruvr.ru                               |
| Россия             | государственное предприятие Российская государственная телерадиокомпания «Останкино»            | Международное московское радио                                                                               | | 1992 — 1993          | ruvr.ru                               |
| СССР               | Государственный комитет СССР по телевидению и радиовещанию                                      | «Московское радио»                                                                                           | | 1934 — 1991          |                                       |
| СССР               | Всесоюзная государственная телерадиовещательная компания                                        | «Московское радио»                                                                                           | | 1991                 |                                       |
| Турция             | общественное учреждение «Корпорация турецкого радио и телевидения»                              | Голос Турции                                                                                                 | английский французский португальский суахили хауса испанский немецкий итальянский русский арабский фарси пушту дари урду китайский японский   |                      | www.trtvotworld.com                   |
| Азербайджан        | Азербайджанское радио и телевидение                                                             | Международное азербайджанское радио                                                                          | |                      |                                       |
| Грузия             | Общественное вещание Грузии                                                                     | Радио Грузия                                                                                                 | |                      |                                       |
| Армения            | ОТРК РА                                                                                         | Международное радио Армении                                                                                  | |                      |                                       |
| Молдова            | Teleradio-Moldova                                                                               | Международное радио Молдовы                                                                                  | румынский английский французский испанский русский                                                                                            | 1992 — 2013          |                                       |
| Страна             | Бывшие радиостанции для имигрантов и репатриантов вещавших на заграницу                         | Вещатели | Языки вещания | Годы вещания         |                                       |
| Греция             | акционерное общество «Греческое радио и телевидение»                                            | Φιλία 106.7                                                                                                  | |                      |                                       |

#### Азия
| Страна                       | Вещательная организация                                          | Позывной                     | Языки | Год запуска         | Сайт                |
| ---------------------------- | ---------------------------------------------------------------- | ---------------------------- | --- | ------------------- | ------------------- |
| Вьетнам                      | Голос Вьетнама                                                   | VOV6                         | вьетнамский английский французский испанский немецкий русский китайский японский лаосский кхмерский тайский индонезийский |                     | vov.vn              |
| Израиль                      | Израильское управление телерадиовещания                          | Сеть 6                       | фарси |                     |                     |
| Индия                        | Всеиндийское радио                                               | External Services            | хинди английский русский арабский фарси пушту дари урду непали тамильский белуджский |                     | allindiaradio.org   |
| Индонезия                    | Радио Республики Индонезия                                       | Голос Индонезии              | немецкий английский французский испанский арабский китайский японский индонезийский |                     | voi.co.id           |
| Иран                         | Радиовещание Исламской Республики Иран                           | IRIB World Service           | французский английский португальский суахили хауса испанский немецкий итальянский китайский японский индонезийский хинди пушту бенгали фарси дари турецкий иврит |                     | irib.ir             |
| Китай (КНР)                  | Китайское национальное радио                                     | Международное радио Китая    | китайский английский французский португальский хауса суахили немецкий нидерландский датский шведский норвежский финский исландский итальянский испанский арабский фарси пушту хинди урду непали бенгали сингальский тамильский тайский бирманский вьетнамский лаосский кхмерский индонезийский малайский филиппинский |                     | cri.cn              |
| Китай (Китайская Республика) | RTI                                                              | Radio Taiwan International   | китайский японский вьетнамский тайский индонезийский английский французский немецкий испанский русский |                     | rti.org.tw          |
| Корея (Республика Корея)     | Корейская радиовещательная система                               | KBS World Radio              | корейский английский французский испанский немецкий русский арабский китайский японский вьетнамский индонезийский |                     | world.kbs.co.kr     |
| Корея (КНДР)                 | Голос Кореи                                                      | Голос Кореи                  | корейский английский французский испанский арабский китайский японский |                     | vok.rep.kp          |
| Монголия                     | Монгольское национальное радио                                   | Голос Монголии               | монгольский английский русский японский китайский |                     | vom.mn              |
| Пакистан                     | Радиовещательная корпорация Пакистана                            | PBC World Service            | урду |                     | radio.gov.pk        |
| Таиланд                      | Национальное радиовещание Таиланда                               | Radio Thailand World Service | тайский английский китайский японский бирманский вьетнамский лаосский кхмерский малайский немецкий |                     | hsk9.com            |
| Япония                       | Японская радиовещательная корпорация                             | NHK World                    | японский русский арабский фарси хинди урду бенгальский китайский корейский индонезийский вьетнамский бирманский тайский английский французский суахили испанский португальский |                     | nhk.or.jp/nhkworld/ |
| Страна                       | Бывшие радиослужбы                                               | Вещатель                     | Языки | Дата начала вещания | Сайт                |
| Малайзия                     | Радио и телевидение Малайзии                                     | VOM                          | малайский английский арабский китайский бирманский тайский индонезийский тагальский |                     | rtm.gov.my/vom      |
| Страна                       | Радиостанции для имигрантов и репатриантов вещавших на заграницу | Вещатель                     | Языки | Дата начала вещания | Сайт                |
| Израиль                      | Израильское управление радиовещания                              | Решет Клитат Алия            | английский французский испанский идиш ладино русский еврейско-таджикский арамейский грузинский амханский румынский венгерский муграби |                     | iba.org.il/world    |

#### Америка
| Страна    | Вещательная организация                                      | Позывной                            | Языки радиовещания и аудиовещания в Интернете                                              | Год запуска | Сайт                                                        |
| --------- | ------------------------------------------------------------ | ----------------------------------- | ------------------------------------------------------------------------------------------ | ----------- | ----------------------------------------------------------- |
| Канада    | статутная корпорация «Канадская радиовещательная корпорация» | Международное радио Канады          | французский английский арабский испанский китайский                                        |             | rcinet.ca                                                   |
| США       | некоммерческая организация «Голос Америки»                   | Голос Америки                       |                                                                                            |             | voanews.com                                                 |
| Куба      | Учреждение кубинского радиовещания и телевидения             | Radio Havana Cuba                   | английский французский испанский португальский арабский кечуа гуарани креольский эсперанто |             | rhc.cu Архивная копия от 10 февраля 2021 на Wayback Machine |
| Аргентина | RAE                                                          | Radiodifusión Argentina al Exterior | английский немецкий французский итальянский испанский португальский китайский японский     |             | rae.radionacional.com.ar                                    |

#### Африка
| Страна  | Вещательная организация                         | Позывной                          | Языки вещания                                             | Сайт               |
| ------- | ----------------------------------------------- | --------------------------------- | --------------------------------------------------------- | ------------------ |
| Алжир   | Национальное учреждение радиовещания            | Международное радио Алжира        |                                                           | radioalgerie.dz    |
| Египет  | Союз египетского радиовещания и телевидения     | Голос Арабов                      |                                                           |                    |
| Кения   | Радиовещательная корпорация Кении               | Голос Кении                       |                                                           | kbc.co.ke          |
| Нигерия | Федеральная радиовещательная корпорация Нигерии | Голос Нигерии                     | английский французский хауса суахили арабский игбо йоруба | voiceofnigeria.org |
| Тунис   | Учреждение тунисского радиовещания              | Radio Tunis Chaîne Internationale |                                                           | radiotunis.com     |
| ЮАР     | Южно-Африканская радиовещательная корпорация    | Channel Africa                    | английский французский португальский суахили ньянджа лози | channelafrica.org  |

#### Австралия и Океания
| Страна         | Вещательная организация                                          | Позывной                           | Языки вещания                                            | Сайт                  |
| -------------- | ---------------------------------------------------------------- | ---------------------------------- | -------------------------------------------------------- | --------------------- |
| Австралия      | статутная корпорация «Австралийская радиовещательная корпорация» | Радио Австралии                    | английский французский бирманский вьетнамский бирманский | radioaustralia.net.au |
| Новая Зеландия | статутная корпорация «Radio New Zealand»                         | Международное радио Новой Зеландии | английский                                               | rnzi.com              |

### Вещательные организации, вещающие по программам для эмигрантов и туристов

#### Европа
| Страна             | Вещательная организация                                                                 | Вещательная деятельность | Сайт                                     |
| ------------------ | --------------------------------------------------------------------------------------- | --- | ---------------------------------------- |
| Великобритания     | статутная корпорация «Британская радиовещательная корпорация»                           | вещание по всемирной англоязычной радиопрограмме «BBC World Service»                                                                                        | bbc.co.uk/worldservice                   |
| Франция            | национальная компания «Франс Медиа Монд»                                                | вещание по всемирной франкоязычной радиопрограмме «РФИ Монд», африканской франкоязычной радиопрограмме «РФИ Африк», румыноязычной радиопрограмме РФИ Румани | rfi.fr                                   |
| Бельгия (Валлония) | общественное учреждение «Франкоязычное бельгийское радио и телевидение»                 | с 1 апреля 2004 года вещание по франкоязычной радиопрограмме RTBF International                                                                             | rtbf.be/rtbfi                            |
| Румыния            | Румынское общество радиовещания                                                         | вещание по всемирной румыноязычной радиопрограмме «РРИ 1» и молдавской румыноязычной радиопрограмме Радио Кишинау                                           | rri.ro                                   |
| Португалия         | Радио и телевидение Португалии                                                          | вещание по всемирной португалоязычной радиопрограмме РДП Интернациональ, африканской португальской радиопрограмме РДФ Африка                                | rtp.pt/rdpinternacional rtp.pt/rdpafrica |
| Венгрия            | общество с ограниченной ответственностью «Дунайская служба средств массовой информации» | вещание по всемирной венгерской радиопрограмме Дуна Уорлд Радио                                                                                             | mediaklikk.hu/dunaworld                  |
| Греция             | акционерное общество «Греческое радио и телевидение»                                    | вещание по всемирной греческой радиопрограмме Голос Греции                                                                                                  | webradio.ert.gr/i-foni-tis-elladas       |
| Германия           | общество с ограниченной ответственностью «Дойчландзендер»                               | в 1929—1933 гг. немецко-язычные радиопередачи на коротких волнах под позывным «Вельтрундфункзендер»                                                         |                                          |
| Германия           | общественное учреждение «Западно-Германское радио»                                      | в 1956—1962 гг. немецко-язычные радиопередачи на коротких волнах под позывным «Deutsche Welle»                                                              |                                          |
| Германия           | общество с ограниченной ответственностью «Северо-Западно-Германское радио»              | в 1953—1956 гг. немецко-язычные радиопередачи на коротких волнах под позывным «Deutsche Welle»                                                              |                                          |
| Италия             | акционерное общество «Итальянское радио и телевидение»                                  | в 1995—2007 гг. вещание по всемирной италоязычной спутниковой радиопрограмме Rai Radio Italia                                                               |                                          |

#### Азия
| Страна | Вещательная организация | Вещательная деятельность                                          | Сайт                    |
| ------ | ----------------------- | ----------------------------------------------------------------- | ----------------------- |
| Китай  | CRI                     | вещание по всемирной радиопрограмме на китайском языке CRI Global | gb.cri.cn/chinese_radio |

#### Америка
| Страна | Вещательная организация | Вещательная деятельность                                    | Сайт                  |
| ------ | ----------------------- | ----------------------------------------------------------- | --------------------- |
| США    | VOA                     | вещание по всемирной англоязычной радиопрограмме VOA Global | voanews.com/t/60.html |

### Международные радиостанции
| Страна                | Радиостанция                      | Сайт                        |
| --------------------- | --------------------------------- | --------------------------- |
| Италия                | European Gospel Radio             | egradio.org                 |
| Австрия               | Трансмировое радио                | twrradio.ru                 |
| Ватикан               | Радио Ватикана                    | radiovaticana.va            |
| Италия                | International Public Access Radio | www.nexus.org/IPAR          |
| Экваториальная Гвинея | Radio Africa Network              | radioafricanetwork.com      |
| Эквадор               | Голос Анд                         | panamericanbroadcasting.com |
| США                   | Bible Voice Broadcasting          | biblevoice.org              |
| США                   | Семейное радио                    | familyradio.org             |
| США                   | KNLS                              | knls.net                    |
| США                   | World Harvest Radio International | whr.org                     |
| США                   | Всемирное Радио Адвентистов       | awr.org                     |
| Филиппины             | Far East Broadcasting Company     | febc.org                    |
| Мьянма                | Демократический голос Бирмы       | dvb.no                      |

## Телевидение

### Международные государственные тематические телеканалы

#### Европа
| Страна-вещатель  | Вещательная организация                                       | Вещательная деятельность | Сайт |
| ---------------- | ------------------------------------------------------------- | --- | --- |
| Германия         | общественное учреждение «Немецкая волна»                      | вещание по всемирной информационной телепрограмме «ДВ ТВ», испаноязычной информационной телепрограмме «ДВ (Латиноамерика)», арабоязычной информационной телепрограмме «ДВ (Арабия)»                                                | dw.com/en youtube.com/user/deutschewelleenglish dw.com/es youtube.com/user/DeutscheWelleEspanol dw.com/ar youtube.com/user/deutschewellearabic     |
| Великобритания   | статутная корпорация «Британская радиовещательная корпорация» | вещание по всемирной англоязычной информационной телепрограмме «BBC World News», арабоязычной информационной телепрограмме «BBC Arabic Television», информационной телепрограмме на фарси BBC Persian Television                   | bbc.com/news/world_radio_and_tv youtube.com/user/bbcnews bbc.com/arabic youtube.com/user/BBCArabicNews bbc.com/persian youtube.com/user/BBCPersian |
| Франция          | национальная компания «Франс Медиа Монд»                      | вещание во всемирной англоязычной информационной телепрограмме «France 24 English» и арабоязычной информационной телепрограмме «France 24 Arabic»                                                                                  | france24.com/en youtube.com/user/france24english france24.com/ar youtube.com/user/france24arabic                                                   |
| Европейский союз | анонимное общество «Евроньюс»                                 | вещание по арабоязычной информационной телепрограмме euronews (عــربي), информационной телепрограмме на фарси euronews (به زبان فارسی)                                                                                             | arabic.euronews.com youtube.com/user/euronewsar fa.euronews.com youtube.com/user/euronewspe                                                        |
| Россия           | АНО «ТВ-Новости»                                              | вещание по всемирной англоязычной информационной телепрограмме «RT», испаноязычной информационной телепрограмме «RT Español», арабоязычной информационной телепрограмме «Русия аль-Яум», документальным телепрограммам RTД и RTDoc | rt.com actualidad.rt.com arabic.rt.com rtd.rt.com doc.rt.com                                                                                       |

#### Азия
| Страна-вещатель | Вещательная организация       | Вещательная деятельность | Сайт |
| --------------- | ----------------------------- | --- | --- |
| Катар           | Al Jazeera                    | вещание по всемирной англоязычной информационной телепрограмме Al Jazeera English, арабоязычной информационной телепрограмма Al Jazeera, всемирной документальной телепрограмме Al Jazeera Documentary Channel                                | aljazeera.com youtube.com/user/AlJazeeraEnglish aljazeera.net youtube.com/user/aljazeerachannel doc.aljazeera.net youtube.com/user/aljazeeradoc                                                                        |
| Иран            | Press TV                      | вещание по всемирной информационной телепрограмме Press TV, всемирной документальной телепрограмме PressTV Documentaries, арабоязычной информационной телепрограмме Al-Alam News Network, испаноязычной информационной телепрограмме HispanTV | presstv.ir/ youtube.com/user/PressTVGlobalNews presstvdoc.com alalam.ir hispantv.com youtube.com/user/hispantv |
| Китай           | Центральное телевидение Китая | вещание по всемирной информационной телепрограмме CCTV News, арабоязычной информационной телепрограмме CCTV-العربية, испаноязычной информационной телепрограмме CCTV-E, всемирной документальной телепрограмме CCTV-9 Documentary             | cctv.cntv.cn/englishnews youtube.com/user/CCTVNEWSbeijing cctv.cntv.cn/arabic youtube.com/user/cntvarabic cctv.cntv.cn/documentary youtube.com/user/cctv9documentary cctv.cntv.cn/espanol youtube.com/user/cctvespanol |

#### Америка
| Страна-вещатель | Телеканал                | Вещатель                 | Страна-адресант                     | Тематика        | Сайт                         |
| --------------- | ------------------------ | ------------------------ | ----------------------------------- | --------------- | ---------------------------- |
| США             | VOATV                    | VOA                      | Весь мир                            | Информационная  | golos-ameriki.ru voanews.com |
| США             | Radio y Televisión Martí | Radio y Televisión Martí | Куба                                | Докуменатальная | martinoticias.com            |
| США             | Alhurra                  | Alhurra                  | Сирия Ирак Египет Ливия Тунис Алжир | Документальная  | alhurra.com                  |

### Международные государственные телеканалы общей тематики

#### Европа
| Страна             | Вещательная организация                                                                 | Вещательная деятельность | Сайт                                         |
| ------------------ | --------------------------------------------------------------------------------------- | --- | -------------------------------------------- |
| Италия             | акционерное общество «Итальянское радио и телевидение»                                  | с 1 января 1992 года вещание по всемирной италоязычной телепрограмме Rai Italia                                                                       | raitalia.it                                  |
| Бельгия            | Организация фламанского радиовещания и телевидения                                      | с 1 июня 1996 года вещание по всемирной нидерландскоязычной телепрограмме «BVN»                                                                       | bvn.tv                                       |
| Бельгия            | Франкоязычное бельгийское радио и телевидение                                           | в 2001—2010 гг. вещание по всемирной франкоязычной телепрограмме «RTBF Sat»                                                                           |                                              |
| Нидерланды         | Корпорация нидерландского государственного радиовещания                                 | с 1 июня 1996 года вещание по всемирной нидерландскоязычной телепрограмме «BVN»                                                                       | bvn.tv                                       |
| Швеция             | акционерное общество «Телевидение Швеции»                                               | с 1988 года вещание по всемирной шведоязычной телепрограмме «SVT World»                                                                               | svt.se/svtworld                              |
| Испания            | анонимное общество «Корпорация испанского радио и телевидения»                          | с 1 декабря 1989 года вещание по всемирной испаноязычной телепрограмме «TVE Internacional»                                                            | rtve.es/television/tve-internacional         |
| Португалия         | анонимное общество «Радио и телевидение Португалии»                                     | с 10 июня 1992 года вещание по всемирной португалоязычной телепрограмме «RTP International» и африканской португалоязычной телепрограмме «RTP Africa» | rtp.pt/rtpinternacional www.rtp.pt/rtpafrica |
| Греция             | анонимное общество «Греческое радио и телевидение»                                      | с 1996 года вещание по всемирной грекоязычной телепрограмме «ЕРТ Уорлд»                                                                               | webtv.ert.gr/ertworld                        |
| Республика Кипр    | «Радиовещательная корпорация Кипра»                                                     | вещание по всемирной грекоязычной телепрограмме «RIK Sat»                                                                                             | riknews.com.cy/index.php/tv/sat-live         |
| Польша             | акционерное общество «Польское телевидение»                                             | с 24 октября 1992 года вещание по всемирной польскоязычной телепрограмме «TVP Polonia» и белорусскоязычной телепрограмме БелСат                       | polonia.tvp.pl belsat.eu                     |
| Венгрия            | общество с ограниченной ответственностью «Дунайская служба средств массовой информации» | с 2006 года вещание по всемирной венгерскоязычной телепрограмме Duna World                                                                            | mediaklikk.hu/duna-world-elo                 |
| Литва              | общественное учреждение «Литовское радио и телевидение»                                 | с 23 сентября 2007 года вещание по всемирной литовскоязычной телепрограмме «LRT Lituanica»                                                            | lrt.lt/mediateka/tiesiogiai/lrt-lituanica    |
| Румыния            | Румынское общество телевидения                                                          | с 1995 года вещание по всемирной румыноязычной телепрограмме «TVRi» и молдавской румыноязычной телепрограмме «TVR Moldova»                            | tvri.tvr.ro tvri.tvr.ro/tvrmoldova           |
| Болгария           | Болгарское национальное телевидение                                                     | со 2 мая 1999 года вещание по всемирной болгарскоязычной телепрограмме «BNT World»                                                                    | tv.bnt.bg/bntworld                           |
| Сербия             | Радио и телевидение Сербии                                                              | с 14 мая 1991 года вещание по всемирной сербоязычной телепрограмме «РТС Сателит»                                                                      | rts.rs/page/tv/ci/news/19/rts-satelit        |
| Черногория         | Радио и телевидение Черногории                                                          | вещание по всемирной сербоязычной телепрограмме «ТВЦГ Сателит»                                                                                        | .rtcg.me/tv/tvcg-sat                         |
| Северная Македония | Македонское радио и телевидение                                                         | с 30 апреля 2000 года вещание по всемирной македоноязычной телепрограмме «МРТ Sat»                                                                    | play.mrt.com.mk/live/mrt1-sat                |
| Албания            | Албанское радио и телевидение                                                           | вещание по всемирной албаноязычной телепрограмме «TVSH Sat»                                                                                           | rtsh.al/rtsh-satelit                         |
| Украина            | ГП «Мультимедийная платформа иновещания Украины»                                        | вещание по всемирной телепрограмме «UATV» | https://www.ukrinform.ru/info/uatv.html      |
| Беларусь           | государственное учреждение «НГТРК Республики Беларусь»                                  | с 1 февраля 2005 года вещание по всемирной телепрограмме «Беларусь 24»                                                                                | belarus24.by                                 |
| Россия             | АО «Первый канал. Всемирная сеть»                                                       | с 27 сентября 1999 года вещание по всемирной русскоязычной телепрограмме «Первый канал. Всемирная сеть»                                               | 1tv.com                                      |
| Россия             | ФГУП «ВГТРК»                                                                            | с 1 июля 2002 года вещание по всемирной русскоязычной телепрограмме «РТР-Планета»                                                                     | rtr-planeta.com                              |
| Хорватия           | Хорватское радио и телевидение                                                          | в 1997—2016 гг. вещание по всемирной телепрограмме «Slika Hrvatske»                                                                                   |                                              |

#### Азия
| Страна                       | Вещательная организация              | Вещательная деятельность                                 | Сайт                         |
| ---------------------------- | ------------------------------------ | -------------------------------------------------------- | ---------------------------- |
| Китай                        | Центральное телевидение Китая        | вещание по всемирной телепрограмме CCTV-4                | tv.cctv.com/live/cctv4       |
| Индия                        | Телевидение Индии                    | вещание по всемирной телепрограмме DD International      | ddindia.gov.in               |
| Япония                       | Японская радиовещательная корпорация | вещание по всемирной телепрограмме NHK World             | nhk.or.jp/nhkworld/          |
| Китай (Макао)                | Телевещание Макао                    | вещание по всемирной телепрограмме TDM Macau Satéllite   | http://www.tdm.com.mo/       |
| Мьянма                       | Радио и телевидение Мьянмы           | вещание по всемирной телепрограмме Myanmar International | myanmarinternational.tv      |
| Пакистан                     | Телевидение Пакистана                | вещание по всемирной телепрограмме PTV World             | https://www.ptv.com.pk/      |
| Корея (Республика Корея)     | Корейская система радиовещания       | вещание по всемирной телепрограмме KBS World             |                              |
| Китай (Китайская Республика) | Телевидение Тайваня                  | вещание по всемирной телепрограмме TTV World             | http://www.ttv.com.tw/world/ |
| Таиланд                      | Национальное радиовещание Таиланда   | вещание по всемирной телепрограмме NBT World             |                              |
| Вьетнам                      | Телевидение Вьтнама                  | вещание по всемирной телепрограмме VTV4                  | vtv4.vtv.vn                  |
| Бруней                       | Радио и телевидение Брунея           | вещание по всемирной телепрограмме RTB4                  |                              |

#### Америка
| Страна | Вещательная организация | Вещательная деятельность                                    | Сайт |
| ------ | ----------------------- | ----------------------------------------------------------- | ---- |
| Куба   | ICRT                    | вещание по всемирной телепрограмме Cubavision International |      |

#### Африка
| Страна                | Вещательные организации           | Вещательная деятельность                              | Сайт |
| --------------------- | --------------------------------- | ----------------------------------------------------- | ---- |
| Экваториальная Гвинея | Телевидение Экваториальной Гвинеи | вещание по всемирной телепрограмме TVGE Internacional |      |
| Нигерия               | NTA                               | вещание по всемирной телепрограмме NTA International  |      |

### Региональные государственные телеканалы общей тематики
| Страна                       | Телеканал               | Вещатель | Зона охвата | Год запуска | Сайт |
| ---------------------------- | ----------------------- | -------- | ----------- | ----------- | ---- |
| Испания (Андалузия)          | Canal Sur Andalucía     | RTVA     | Весь мир    |             |      |
| Испания (Арагон)             | Aragón TV Internacional | CARTV    | Весь мир    |             |      |
| Испания (Балеарские острова) | IB3 Global              | EPRTVIB  | Весь мир    |             |      |
| Испания (Канарские острова)  | TV Canaria NET          | RTVC     | Весь мир    |             |      |
| Испания (Экстремадура)       | Canal Extremadura SAT   | CEXMA    | Весь мир    |             |      |
| Испания (Галисия)            | TVG Europa              | CRTVG    |             |             |      |
| Испания (Галисия)            | TVG América             | CRTVG    |             |             |      |
| Испания (Мурсия)             | ETB Sat                 | RTRM     | Весь мир    |             |      |
| Испания (Валенсия)           | Canal Nou Internacional | EPRTVM   | Весь мир    |             |      |

### Международные телеканалы
| Страна     | Телеканал                  | Вещатель                                | Зона охвата | Год запуска | Сайт                                                                                       |
| ---------- | -------------------------- | --------------------------------------- | --- | ----------- | ------------------------------------------------------------------------------------------ |
| Германия   | ProSiebenSat.1 Welt        |                                         | Весь мир |             | prosiebensat1welt.com                                                                      |
| Франция    | Canal+ Afrique             | Canal+ Group                            | Франкоязычные страны Африки                                                                                    |             | canalplus-afrique.com                                                                      |
| Испания    | Antena 3 Internacional     | Antena 3                                | Весь мир |             | antena3internacional.com                                                                   |
| Португалия | SIC Internacional          | SIC                                     | Весь мир |             | sic.sapo.pt/internacional                                                                  |
| Португалия | TVI Internacional          | TVI                                     | Весь мир |             | tvi.iol.pt/internacional                                                                   |
| Португалия | TVI África                 | TVI                                     | Весь мир |             | tvi.iol.pt/tviafrica                                                                       |
| Греция     | Mega Cosmos                | Mega Channel                            | Весь мир |             |                                                                                            |
| Греция     | ANT1 Satellite             |                                         | Весь мир |             | antennasatellite.gr                                                                        |
| Греция     | Alpha TV Sat               | Alpha TV                                | Весь мир |             |                                                                                            |
| Греция     | Star Channel International |                                         | Весь мир |             |                                                                                            |
| Греция     | MegaOne Cyprus             | Mega Channel                            | Республика Кипр                                                                                                |             |                                                                                            |
| Греция     | ANT1 Cyprus                | ANT1                                    | Республика Кипр                                                                                                |             |                                                                                            |
| Польша     | Polsat International       | Polsat                                  | Весь мир |             | polsat2.pl                                                                                 |
| Румыния    | Antena Internaţional       |                                         | Весь мир |             | antenainternational.ro                                                                     |
| Румыния    | Pro TV International       | PRO TV                                  | Весь мир |             | protv.ro/protv-international                                                               |
| Россия     | НТВ Мир                    | АО «Телекомпания НТВ»                   | Весь мир, Азия, Грузия, Ближний Восток, Прибалтика, Грузия, Европа, Израиль, СНГ, Северная и Латинская Америка | 2001        | ntvmir.ntv.ru                                                                              |
| Россия     | ТНТ International          | ООО «Международное развлекательное ТВ»  | Весь мир, Азия, Грузия, Ближний Восток, Прибалтика, Грузия, Европа, Израиль, СНГ, Северная и Латинская Америка | 2014        | https://web.archive.org/web/20161204044643/http://tnt-online.ru/tnt-comedy-tv/world/about/ |
| Россия     | ТНТ4 International         | ООО «Международное развлекательное ТВ»  | Весь мир, Азия, Грузия, Ближний Восток, Прибалтика, Грузия, Европа, Израиль, СНГ, Северная и Латинская Америка | 2017        |                                                                                            |
| Россия     | REN TV International       | ООО «Акцепт» (Телеканал РЕН ТВ)         | Весь мир, Азия, Грузия, Ближний Восток, Прибалтика, Грузия, Европа, Израиль, СНГ, Северная и Латинская Америка | 2016        |                                                                                            |
| Россия     | Пятница! International     | ООО «Телекомпания ПЯТНИЦА»              | Весь мир, Азия, Грузия, Ближний Восток, Прибалтика, Грузия, Европа, Израиль, СНГ, Северная и Латинская Америка | 2017        |                                                                                            |
| Россия     | СТС International          | АО «Сеть телевизионных станций»         | Весь мир, Азия, Грузия, Ближний Восток, Прибалтика, Грузия, Европа, Израиль, СНГ, Северная и Латинская Америка | 2009        | ctci.tv                                                                                    |
| Россия     | Перец International        | ЗАО «ТВ ДАРЬЯЛ»                         | Весь мир, Азия, Грузия, Ближний Восток, Прибалтика, Грузия, Европа, Израиль, СНГ, Северная и Латинская Америка | 2013        |                                                                                            |
| Россия     | Домашний International     | АО «Новый канал»                        | Весь мир, Азия, Грузия, Ближний Восток, Прибалтика, Грузия, Европа, Израиль, СНГ, Северная и Латинская Америка | 2016        |                                                                                            |
| Россия     | ТВ-3 International         | ООО «Телеканал ТВ3»                     | Весь мир, Азия, Грузия, Ближний Восток, Прибалтика, Грузия, Европа, Израиль, СНГ, Северная и Латинская Америка | 2019        |                                                                                            |
| Россия     | Матч! Планета              | ООО «Национальный спортивный телеканал» | Весь мир, Азия, Грузия, Ближний Восток, Прибалтика, Грузия, Европа, Израиль, СНГ, Северная и Латинская Америка | 2016        |                                                                                            |
| Украина    | 1+1 International          | 1+1                                     | Весь мир | 2006        | http://int.1plus1.ua/                                                                      |
| Украина    | Интер+                     | ЧАО «Телеканал Интер»                   | Весь мир | 2003        | http://interplus.ua                                                                        |

## Информационные видеоканалы в Интернете
| Страна-вещатель  | Видеоканал                              | Вещатель           | Страна-адресант                                        | Тематика       | Сайт                                                                                                   |
| ---------------- | --------------------------------------- | ------------------ | ------------------------------------------------------ | -------------- | --- |
| Германия         | DW (Russian)                            | DW                 | Россия                                                 | Информационная | dw.com/ru youtube.com/user/deutschewellerussian                                                        |
| Германия         | DW (हिन्दी)                                | DW                 | Индия                                                  | Информационная | dw.com/hi youtube.com/user/DeutscheWelleHindi                                                          |
| Германия         | DW (বাংলা)                                 | DW                 | Китай                                                  | Информационная | dw.com/zh                                                                                              |
| Германия         | DW (Bahasa Indonesia)                   | DW                 | Индонезия                                              | Информационная | dw.com/id youtube.com/user/DWBahasaIndonesia                                                           |
| Германия         | DW (Español)                            | DW                 | Мексика Аргентина Чили Перу Боливия Венесуэла Колумбия | Информационная | dw.com/es youtube.com/user/DeutscheWelleEspanol                                                        |
| Германия         | DW Brasil                               | DW                 | Бразилия                                               | Информационная | dw.com/pt-br                                                                                           |
| Германия         | DW (Deutsch)                            | DW                 | Германия                                               | Информационная | dw.com/de youtube.com/user/deutschewelle                                                               |
| Великобритания   | BBC Russian Service                     | BBC                | Россия                                                 | Информационная | bbc.com/russian youtube.com/user/BBCRussian                                                            |
| Великобритания   | BBC Hindi                               | BBC                | Индия                                                  | Информационная | bbc.com/hindi youtube.com/user/bbchindi                                                                |
| Великобритания   | BBC Cantonese                           | BBC                | Китай                                                  | Информационная | bbc.com/zhongwen/simp youtube.com/user/BBCZhongwen                                                     |
| Великобритания   | BBC Indonesia                           | BBC                | Индонезия                                              | Информационная | bbc.com/indonesia youtube.com/user/bbcindonesiavideo                                                   |
| Великобритания   | BBC Brasil                              | BBC                | Бразилия                                               | Информационная | bbc.com/portuguese youtube.com/user/BBCBrasil                                                          |
| Великобритания   | BBC America                             | BBC                | США                                                    | Информационная | bbcamerica.com youtube.com/user/BBCAmericaTV                                                           |
| Франция          | France 24                               | France Media Monde | Весь мир                                               | Информационная | france24.com/fr youtube.com/user/france24                                                              |
| США              | Голос Америки                           | VOA                | Россия                                                 | Информационная | voanews.com youtube.com/user/golosamerikius                                                            |
| США              | VOA Indonesia                           | VOA                | Индонезия                                              | Информационная | voaindonesia.com youtube.com/user/voaindonesia                                                         |
| США              | VOA Chinesse                            | VOA                | Китай                                                  | Информационная | voachinese.com youtube.com/user/VOAchina                                                               |
| США              | Радио Свобода                           | RFE/RL             | Россия                                                 | Документальная | svoboda.org youtube.com/user/SvobodaRadio                                                              |
| США              | Radio Farda                             | RFE/RL             | Иран                                                   | Документальная | radiofarda.com youtube.com/user/TheRadiofarda                                                          |
| США              | RFA Chinese                             | RFA                | Китай                                                  | Информационная | rfa.org/mandarin youtube.com/user/RFACHINESE                                                           |
| Европейский союз | euronews (на русском)                   | Euronews           | Россия                                                 | Информационная | ru.euronews.com youtube.com/user/euronewsru                                                            |
| Европейский союз | euronews (in English)                   | Euronews           | Великобритания                                         | Информационная | euronews.com youtube.com/user/Euronews                                                                 |
| Европейский союз | euronews (en français)                  | Euronews           | Франция                                                | Информационная | fr.euronews.com youtube.com/user/euronewsfr                                                            |
| Европейский союз | euronews (deutsch)                      | Euronews           | Германия                                               | Информационная | de.euronews.com youtube.com/user/euronewsde                                                            |
| Россия           | RT на русском                           | RT                 | Россия                                                 | Информационная | russian.rt.com                                                                                         |
| Россия           | RT Deutsch                              | RT                 | Германия                                               | Информационная | deutsch.rt.com                                                                                         |
| Россия           | RT French                               | RT                 | Франция                                                | Информационная | russian.rt.com                                                                                         |
| Россия           | RT America                              | RT                 | США                                                    | Информационная | rt.com/usa                                                                                             |
| Россия           | RT UK                                   | RT                 | Великобритания                                         | Информационная | rt.com/uk                                                                                              |
| Китай            | CCTV-Русский                            | CCTV               | Россия                                                 | Информационная | cctv.cntv.cn/russian youtube.com/user/cctvcomru                                                        |
| Китай            | CCTV-F                                  | CCTV               | Франция                                                | Информационная | cctv.cntv.cn/french youtube.com/user/CCTVFrench                                                        |
| Китай            | CCTV America                            | CCTV               | США                                                    | Информационная | cctv-america.com youtube.com/user/CCTVAmerica1                                                         |
| Швейцария        | SWI swissinfo.ch — English              | SRG SSR            | Весь мир                                               | Общая          | swissinfo.ch/eng youtube.com/user/swissinfovideos                                                      |
| Швейцария        | SWI swissinfo.ch — عربي                 | SRG SSR            | Сирия Ирак Египет Ливия Тунис Алжир                    | Общая          | swissinfo.ch/ara youtube.com/user/swissinfoarabe                                                       |
| Швейцария        | SWI swissinfo.ch — Español              | SRG SSR            | Мексика Аргентина Чили Перу Боливия Венесуэла Колумбия | Общая          | swissinfo.ch/spa youtube.com/user/swissinfospanisch                                                    |
| Швейцария        | SWI swissinfo.ch — Русский              | SRG SSR            | Россия                                                 | Общая          | swissinfo.ch/rus youtube.com/user/swissinforussian                                                     |
| Швейцария        | SWI swissinfo.ch — Português            | SSG SSR            | Португалия                                             | Общая          | swissinfo.ch/por youtube.com/user/swissinfoportuguese                                                  |
| Швейцария        | SWI swissinfo.ch — 日本語 (на японском) | SRG SSR            | Япония                                                 | Общая          | swissinfo.ch/jpn                                                                                       |
| Израиль          | IBA News                                | Рашут ха-шидур     | Весь мир                                               | Информационная | iba.org.il/world/                                                                                      |
| Нидерланды       | Waza                                    | RNW Media          | Мали Габон Гана Камерун Того Чад                       | Общая          | wazaonline.com/en youtube.com/user/RNWAfrica                                                           |
| Нидерланды       | Huna Sotak                              | RNW Media          | Сирия Ирак Египет Ливия Тунис Алжир                    | Общая          | hunasotak.com youtube.com/user/Hunaamsterdam                                                           |
| Нидерланды       | Helan Online                            | RNW Media          | Китай                                                  | Общая          | helanonline.cn youtube.com/user/HelanOnline                                                            |
| Нидерланды       | el TOQUE                                | RNW Media          | Мексика Аргентина Чили Перу Боливия Венесуэла Колумбия | Общая          | eltoque.com youtube.com/user/eltoquern                                                                 |
| Иран             | PressTV Français                        | PressTV            | Франция                                                | Информационная | presstv.ir/French                                                                                      |
| ООН              | Радио ООН                               | Радио ООН          | Россия                                                 | Общая          | unmultimedia.org/radio/russian Архивная копия от 15 июля 2017 на Wayback Machine youtube.com/unradioru |